# Teatro Karl Marx
El Teatro Karl Marx es un teatro en La Habana, Cuba,  (Originalmente llamado 'Teatro Blanquita'), en honor de la esposa de su dueño original. Fue rebautizado como Charlie Chaplin tras el triunfo de la Revolución cubana de 1959. Recibió su nombre actual en 1975, tras celebrarse en él el Primer Congreso del gobernante Partido Comunista de Cuba. Posee un enorme auditorium, con una capacidad de 5500 espectadores, y es generalmente utilizado para los mayores espectáculos de artistas cubanos y extranjeros.
Actualmente se encuentra casi totalmente plagado de polillas (comején, como se conoce en la isla este insecto), plaga que ha invadido el mobiliario, siendo las butacas las más afectadas.
Entre los notables artistas que han tocado su música en dicho teatro, se encuentran los cantautores Carlos Varela, Silvio Rodríguez, Pablo Milanés, Dyango, Billy Joel, Beatriz Márquez, Omara Portuondo, Álvaro Torres, Danny Rivera, Fito Páez, Manny Phesto, entre otros. En 2001, el teatro fue escenario de un concierto del grupo de rock galés Manic Street Preachers, al cual asistió el entonces Presidente Fidel Castro. Al ser avisado por la banda de que tocarían muy alto, Fidel Castro respondió: "No pueden tocar más alto que la guerra". En 1956, Liberace tocó en dicho escenario, como parte de su primera gira internacional.

## Dirección
Avenida 1.ª, entre 8 y 10, Miramar, Playa, La Habana, 11300